# Meskalina
Meskalina – organiczny związek chemiczny, alkaloid z szeregu fenyloetyloamin o właściwościach halucynogennych. Występuje naturalnie w niektórych kaktusach, między innymi w pejotlu (Lophophora williamsii), san pedro (Echinopsis pachanoi), E. macrogona i Trichocereus bridgesii. Występuje także w małych ilościach w bobowatych, między innymi w Senegalia berlandieri. Meskalina została pierwszy raz wyizolowana i zidentyfikowana w 1897 roku przez Niemca Arthura Hefftera a syntetycznie otrzymana w 1919 roku przez Ernsta Spätha.

## Właściwości psychoaktywne
Meskalina jest silnym enteogenem. Średnia dawka meskaliny waha się w przedziale 200-400 miligramów. Efekty działania meskaliny utrzymują się do 12 godzin po zażyciu. Wysokie dawki (400–600 mg) wywołują silne zmiany percepcyjne i bardzo wyraźne efekty wizualne, szczególnie przy zamkniętych oczach (tzw. closed-eye visualizations). Działanie meskaliny określane jest zwykle jako przyjemne i rozświetlające umysł, choć czasami niepokojące i odrażające. Po przyjmowaniu kolejnych dawek występuje zjawisko tolerancji. Pomiędzy meskaliną a LSD i psylocybiną występuje zjawisko tolerancji krzyżowej.

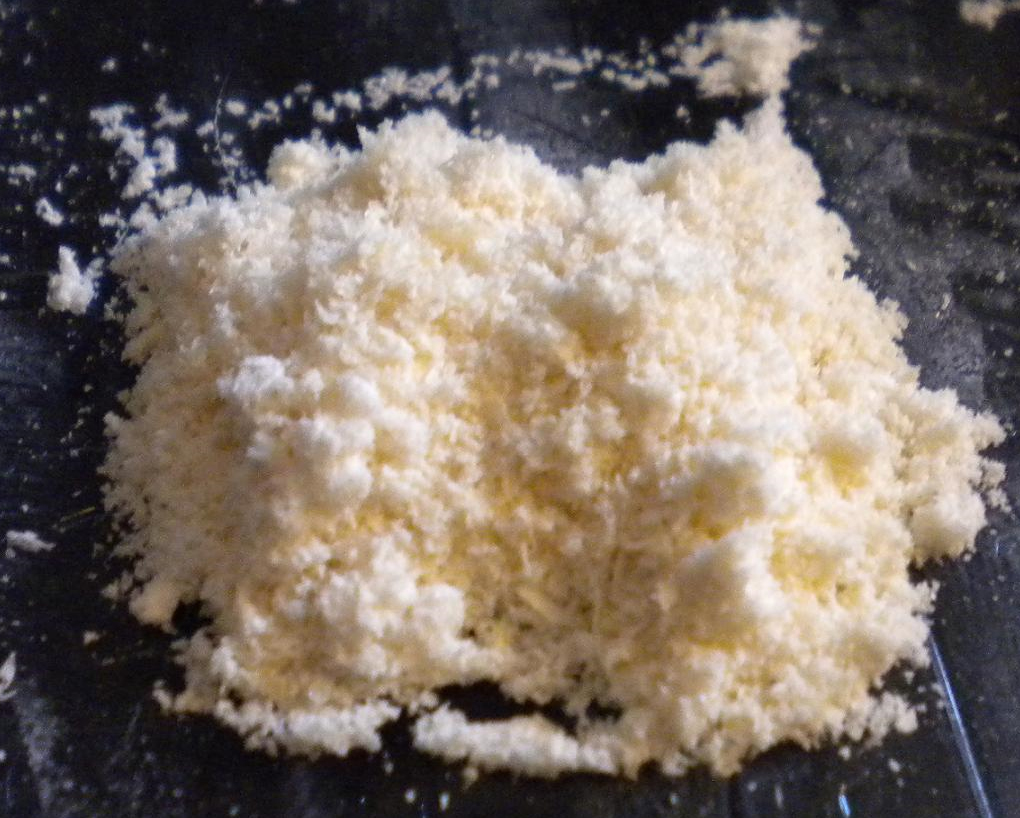
Meskalina w formie proszku

Meskalina zwykle jest przyjmowana doustnie i często wywołuje mdłości oraz wymioty. Przy wstrzykiwaniu podskórnym efekt ten nie występuje lub jest znacznie słabszy. Wstrzyknięcie zbyt stężonego roztworu może spowodować porażenie nerwów i długo utrzymujący się ból.
Meskalina podobnie jak LSD, DMT czy psylocybina oddziałuje agonistycznie na receptory serotoninowe, szczególnie na receptor 5-HT2A.

## Historia używania
Meskalina jest jednym z najdłużej znanych ludzkości psychodelików. W formie ekstraktu z pejotlu była i nadal jest używana podczas obrzędów religijnych przez Indian zamieszkujących Meksyk i południe USA. W tej formie używał jej też m.in. Stanisław Ignacy Witkiewicz. Meskalinowe wizje są inspiracją dla wielu artystów. Aldous Huxley szeroko opisał swoje przemyślenia co do meskaliny w książce Drzwi percepcji.

## Stan prawny
Ze względu na wysokie dawki produkcja meskaliny jest mało opłacalna i w Polsce praktycznie nie występuje na czarnym rynku, a na Zachodzie jest jedną z mniej popularnych substancji psychoaktywnych. Konwencja o substancjach psychotropowych zalicza meskalinę do Wykazu I, zawierającego substancje podlegające najsilniejszej kontroli. Obrót meskaliną i jej produkcja są w Polsce zakazane, znajduje się ona w wykazie środków odurzających w grupie I-P.